# Луций Требелий (трибун 47 пр.н.е.)
Луций Требелий Фидес (на латински: Lucius Trebellius Fides) е политик на Римската република през края на 1 век пр.н.е. Произлиза от фамилията Требелии.
През 47 пр.н.е. той е народен трибун с колеги Гай Азиний Полион и Публий Корнелий Долабела. Требелий и Полион не са съгласни с предложения закон на Долабела, с който да се задраскат всички задължения и да се намалят наемите и така да се освбоди от собствените си задължения. Стига се до улични битки между привържениците на Требелий и Долабела. Сенатът гласува извънредно положение в Рим (senatus consultum ultimum) в Рим и Марк Антоний успява да усмири с войниците си положението. Избити били 1000 римляни.
След убийството на Цезар през 44 пр.н.е. той помага на Марк Антоний в борбата му против Децим Иний Брут.